# Вунаамин Миливунди (горы)
Вунаамин Миливунди (англ. Wunaamin Miliwundi Ranges) — горы в северо-западной части Австралии, расположенные на территории штата Западная Австралия в географическом регионе Кимберли.

## География
Горы Кинг-Лиополд простираются примерно на 241 км по оси, тянущейся с северо-запада на юго-восток, от залива Коллиер Индийского океана до реки Фицрой во внутренних районах материка. В восточной части непосредственно граничат с хребтом Дьюрак. Высшая точка гор Кинг-Лиополд, гора Орд, достигает 937 м. Средняя высота местности — около 600 м.. Горы состоят из складчатых и сильно разрушенных пород (преимущественно песчаника, долерита и аркоза), сформировавшихся в период докембрия. В Кинг-Лиополде берут начало многие реки, в том числе, Фицрой, Исделл, Леннард, которые протекают через глубокие горные ущелья. Все реки относятся к бассейну Индийского океана.
Среднегодовое количество осадков в горах сильно варьируется: вблизи побережья выпадает около 1500 мм дождя в год, в то время как во внутренних районах — около 380 мм. Из растений преобладают эвкалипты.

## История
В пещерах гор расположено большое количество наскальных рисунков, выполненных австралийскими аборигенами. Европейским первооткрывателем гор стал австралийский исследователь Александр Форрест, который открыл их в 1879 году и назвал в честь короля Бельгии Леопольда II.
В 2008 году группа активистов подала петицию в Комитет по географическим названиям с просьбой переименовать горы. По их мнению, они не могут носить название короля Бельгии, который известен активной колонизацией бассейна реки Конго в Африке и жестокой эксплуатацией местного африканского населения (вплоть до геноцида).